# Zereshk
Zereshk (persiska: زرشك) är en ort i Iran.   Den ligger i provinsen Qazvin, i den nordvästra delen av landet, 140 km nordväst om huvudstaden Teheran. Zereshk ligger 1 932 meter över havet och antalet invånare är 190.
Terrängen runt Zereshk är kuperad åt sydväst, men åt nordost är den bergig. Runt Zereshk är det ganska tätbefolkat, med 108 invånare per kvadratkilometer. Närmaste större samhälle är Qazvin, 19,5 km söder om Zereshk. Trakten runt Zereshk består i huvudsak av gräsmarker.